# Конституционный референдум в Подопечной территории Тихоокеанские острова (1978)
Референдум по предложенной конституции Федеративных Штатов Микронезии состоялся в Подопечной территории Тихоокеанские острова 12 июля 1978 года. Он был одобрен в Понапе, Кусаие, Труке и Япе, которые сформировали Федеративные Штаты Микронезии 10 мая следующего года. На Маршалловых островах и Палау предложение было отклонено, в результате чего острова стали отдельными государствами.

## Результаты
| Остров(а)                                  | За      | За    | Против  | Против | Испорченные/ бюллетени | Всего  | Зарегистрировано избирателей | Явка  |
| Остров(а)                                  | Голосов | %     | Голосов | %      | Испорченные/ бюллетени | Всего  | Зарегистрировано избирателей | Явка  |
| ------------------------------------------ | ------- | ----- | ------- | ------ | ---------------------- | ------ | ---------------------------- | ----- |
| Трук                                       | 9,762   | 69,72 | 4,239   | 30,28  | 609                    | 14,610 | 17,736                       | 82.37 |
| Кусаие                                     | 1,118   | 61,36 | 704     | 38,64  |                        | 1,822  | 2,182                        |       |
| Маршалловы острова                         | 3,888   | 38,48 | 6,217   | 61,52  | 63                     | 10,168 | 12,996                       | 78.24 |
| Палау                                      | 2,720   | 44,89 | 3,339   | 55,11  | 114                    | 6,173  | 6,500                        | 94.97 |
| Понапе                                     | 5,970   | 74,72 | 2,020   | 25,28  | 518                    | 8,508  | 11,177                       | 76.12 |
| Яп                                         | 3,359   | 94,75 | 186     | 5,25   | 83                     | 3,628  | 4,650                        | 78.02 |
| Source: Horizons, Horizons, United Nations |         |       |         |        |                        |        |                              |       |